# Cacia multirustica
Cacia multirustica är en skalbaggsart som beskrevs av Fernando Chiang 1951. Cacia multirustica ingår i släktet Cacia och familjen långhorningar. Inga underarter finns listade.